# Товариство підтримки української науки і культури в Німеччині
Товариство підтримки української науки і культури в Німеччині (нім. Verein zur Förderung der ukrainischen Kultur und Wissenschaften). Метою Товариства було «створення Українського наукового інституту в Берліні, який мав слугувати вільному розвиткові та підтримці української науки та культури». Окрім цього, «Товариство мало опікуватися влаштуванням української молоді в німецьких університетах та високих школах, а також надання стипендій обдарованим українським студентам»
Товариство було засноване 2 липня 1926 року.

## Утворення та діяльність
Представники другої хвилі української еміграції, серед яких було чимало осіб із української наукової еліти, після Першої світової війни вживали заходів, щоб на теренах нової Німеччини створити центр наукової праці. Позитивним результатам цієї діяльності сприяла зустріч колишнього гетьмана Павла Скоропадського із міністром закордонних справ Німеччини Густавом Штреземаном на бенкеті 1925 року. П. Скоропадський використав цю нагоду, щоб поставити питання про заснування в Берліні українського наукового інституту. Німецький міністр погодився зайнятися цією справою i питания заснування Українського Наукового Інституту було в принципі вирішене.
Загальні Збори Товариства підтримки української науки і культури обрали Правління Товариства. Це Правління водночас було Кураторією Українського наукового інституту в Берліні та складалось з німецької та української частин. Для вирішення практичних питань обрано кураторію, на чолі якої став генерал Вільгельм Ґренер, відомий завдяки своїй діяльності 1918 року у Києві. 
Товариство діяло до 1945 року.